# AmaWaterways
AmaWaterways est un croisiériste américain spécialisé dans les croisières fluviales fondé en 2002 par Rudi Schreiner, Kristin Karst et Jimmy Murphy. Bien que basé aux États-Unis, la société propose des croisières majoritairement en Europe mais aussi en Asie et en Afrique. Parmi les fleuves proposés il y le Danube, le Rhin, le Main, la Moselle, la Seine et le Rhône.

## Histoire
En 2012, AmaWaterways lance des croisière-safari en Afrique sur le fleuve Kwando qui traverse l'Angola, le Botswana, la Namibie et la Zambie.
Le 13 avril 2015, Disney annonce un contrat entre sa filiale Adventures by Disney et AmaWaterways pour des croisières fluviales en Europe, principalement sur le Danube sur deux nouveaux navires construits spécialement,,. Le 14 mai 2015, Disney et AmaWaterways annoncent des croisières fluviales supplémentaires durant l'été et à Noël 2016 un mois après avoir annoncé leur partenariat,.
Le 19 avril 2016, AmaWaterways annonce de nouvelles croisières proposées par Adventures by Disney sur le Rhin à bord d'un nouveau navire nommé AMAKristina et la livraison de l'AMAViola le 7 juillet pour des croisières Disney sur le Danube.
Le 17 janvier 2018, Adventures by Disney annonce des croisières fluviales sur la Seine avec AmaWaterways à partir de 2019,.

## Navires
| Navire        | Année | Longueur          | Cabines | Passagers | Zone                 |
| ------------- | ----- | ----------------- | ------- | --------- | -------------------- |
| AmaBella      | 2010  | 443 pieds (135 m) | 81      | 161       | Europe               |
| AmaCello      | 2008  | 360 pieds (110 m) | 75      | 148       | Europe               |
| AmaCerto      | 2012  | 443 pieds (135 m) | 82      | 164       | Europe               |
| AmaDagio      | 2006  | 360 pieds (110 m) | 75      | 150       | Europe               |
| AmaDante      | 2008  | 360 pieds (110 m) | 75      | 148       | Europe               |
| AmaDara       | 2015  | 188 pieds (57 m)  | 28      | 56        | Cambodge et Viêt Nam |
| AmaDolce      | 2009  | 360 pieds (110 m) | 75      | 148       | Europe               |
| AmaLegro      | 2007  | 360 pieds (110 m) | 75      | 150       | Europe               |
| AmaLotus      | 2011  | 302 pieds (92 m)  | 62      | 124       | Cambodge et Viêt Nam |
| AmaLyra       | 2009  | 360 pieds (110 m) | 75      | 148       | Europe               |
| AmaPrima      | 2013  | 443 pieds (135 m) | 78      | 164       | Europe               |
| AmaPura       | 2014  | 188 pieds (57 m)  | 28      | 56        | Birmanie             |
| AmaReina      | 2014  | 433 pieds (132 m) | 82      | 164       | Europe               |
| AmaSerena     | 2015  | 433 pieds (132 m) | 82      | 164       | Europe               |
| AmaSonata     | 2014  | 433 pieds (132 m) | 82      | 164       | Europe               |
| AmaStella     | 2016  | 433 pieds (132 m) | 79      | 158       | Europe               |
| AmaVerde      | 2011  | 433 pieds (132 m) | 81      | 161       | Europe               |
| AmaVida       | 2013  | 260 pieds (79 m)  | 51      | 106       | Europe               |
| Zambezi Queen | 2009  | 150 pieds (46 m)  | 12      | 24        | Afrique              |

Source : Site officiel